# Maatschappelijke zetel
De maatschappelijke zetel is het juridisch officiële adres van een bepaalde rechtspersoon (voornamelijk bedrijven maar ook andere organisaties), zoals bepaald in zijn statuten. Het bedrijf of de organisatie kan andere vestigingen hebben, maar de maatschappelijke zetel wordt beschouwd als hoofdkantoor.

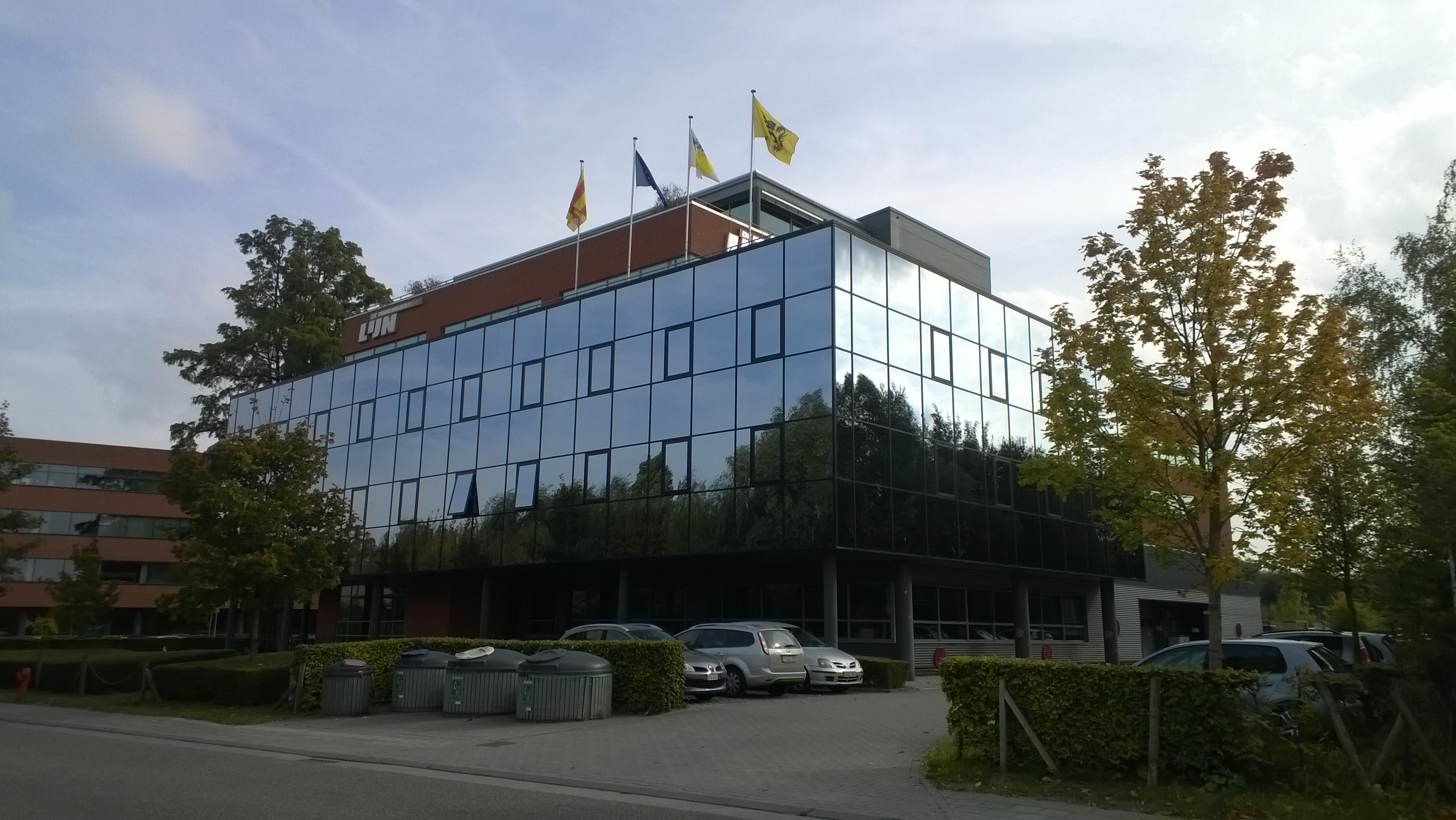
Het Lijnhuis, zetel van De Lijn, Motstraat 20 te 2800 Mechelen

In België bijvoorbeeld wordt elke rechtspersoon ingeschreven in het Rechtspersonenregister en krijgt ze een ondernemingsnummer waarmee ze in de Kruispuntbank van Ondernemingen wordt opgenomen, waar ook onder meer de maatschappelijke zetel wordt vermeld. De Vlaamse Vervoermaatschappij De Lijn bijvoorbeeld, als agentschap van de Vlaamse overheid met publieke rechtspersoonlijkheid, is in de Kruispuntbank te vinden met nummer 0242.069.537 en heeft als maatschappelijke zetel "Motstraat 20, 2800 Mechelen".
In België hangt de zetel ook samen met de taal waarin de officiële stukken moeten worden opgemaakt: ligt de maatschappelijk zetel in het Nederlands taalgebied (Vlaams Gewest), dan moet dit in het Nederlands, en vice versa voor het Franse taalgebied. Ligt ze in het tweetalig gebied (Brussel-Hoofdstad) dan mag dit in het Nederlands of Frans of beide talen.
In het nieuwe Wetboek van vennootschappen en verenigingen van 23 maart 2019 wordt niet meer gesproken van "de maatschappelijke zetel", maar van "de zetel".